# Charles du Fay
Charles François de Cisternay du Fay (eller Dufay), född 14 september 1698 i Paris, död 16 juli 1739 i Paris, var en fransk naturforskare.
Dufay ägande sig först åt militäryrket men av bröt denna bana, slog sig ned i Paris och blev snart medlem av franska vetenskapsakademin och utvecklade en betydande forskarverksamhet inom skilda områden av naturvetenskaperna. Dufays betydelsefullaste arbeten är hans undersökningar av elektricitetens natur. Han är den förste, som konstaterade skillnaden mellan positiv och negativ elektricitet, vilken han benämnde glas- respektive lacklelektricitet efter det material, genom vars gnidning han erhöll elektriciteten. Dufay studerade även de krafter, varmed elektriskt laddade kroppar påverkar varandra. Sina rön meddelade han i en serie avhandlingar, Six mémoires sur l'électricité (1733-34).